# Aral Moreira
Aral Moreira este un oraș în statul Mato Grosso do Sul (MS), Brazilia. 